# Србија и Црна Гора на Светском првенству у атлетици на отвореном 2005.
Србија и Црна Гора су други пут учествовале на 10. Светском првенству у атлетици на отвореном 2005. одржаном у Хелсинкију од 6. до 14. августа под овим именом. Репрезентацију Србије и Црна Горе представљала су 4 атлетичара (3 мушкарца и 1 жена) који су се такмичили у 4 дисциплине (3 мушке и 1 женска).
На овом првенству такмичари Србије и Црне Горе нису освојили ниједну медаљу. У табели успешности према броју и пласману такмичара који су учествовали у финалним такмичењима (првих 8 такмичара) Србија и Црна Гора је са 1 учесницом у финалу делила 59. место са 2 бода..
| Пл.  | Земља | 1. место | 2. место | 3. место | 4. место | 5. место | 6. место | 7. место | 8. место | Бр. фин. | Бод. |
| ---- | ----- | -------- | -------- | -------- | -------- | -------- | -------- | -------- | -------- | -------- | ---- |
| =59. | СЦГ   | 0        | 0        | 0        | 0        | 0        | 0        | 1        | 0        | 1        | 2    |

## Учесници
| Мушкарци: - Александар Раковић — 50 км ходање - Драгутин Топић — Скок увис - Драган Перић — Бацање кугле | Жене: - Драгана Томашевић — Бацање диска |  |

## Резултати

### Мушкарци
| Атлетичар          | Дисциплина   | Лични рекорд | Квалификације | Квалификације | Финале               | Финале          | Детаљи |
| Атлетичар          | Дисциплина   | Лични рекорд | Резултат      | Место         | Резултат             | Место           | Детаљи |
| ------------------ | ------------ | ------------ | ------------- | ------------- | -------------------- | --------------- | ------ |
| Александар Раковић | 50 км ходање | 3:48:01 НР   |               |               | Дисквалификован      | Дисквалификован |        |
| Драгутин Топић     | Скок увис    | 2,38 НР      | 2,27 кв       | 1. у гр. А    | 2,25                 | 9 / 25 (30)     |        |
| Драган Перић       | Бацање кугле | 21,77 НР     | 19,46         | 8. у гр. Б    | Није се квалификовао | 17 / 25 (30)    |        |

### Жене
| Атлетичарка       | Дисциплина   | Лични рекорд | Квалификације | Квалификације | Финале   | Финале | Детаљи |
| Атлетичарка       | Дисциплина   | Лични рекорд | Резултат      | Место         | Резултат | Место  | Детаљи |
| ----------------- | ------------ | ------------ | ------------- | ------------- | -------- | ------ | ------ |
| Драгана Томашевић | Бацање диска |              | 62,02 КВ      | 3. у гр. А    | 60,56    | 7 / 22 |        |